# アミノ基転移酵素
アミノ基転移酵素（あみのきてんいこうそ、EC 2.6.1）とは、生化学においてアミノ酸とα-ケト酸の間の反応を触媒する酵素の総称である。トランスアミナーゼ（transaminase）またはアミノトランスフェラーゼ（aminotransferase）とも呼ばれる。
アミノ基転移反応は、アミノ酸からアミノ基を取り除く反応と、α-ケト酸を置き去りにする反応、α-ケト酸をアミノ酸に変換する反応の2つを含んでいる。この酵素は色々な種類のアミノ酸の産生に重要であり、種々のトランスアミナーゼの血中濃度を測定することは、色々な病気の診断や追跡に重要である。

## 診断学的意義
身体の生化学的な中心である肝臓は、アミノ酸の合成と破壊のため、そしてエネルギー貯蔵分子を相互に変換するために様々なトランスアミナーゼを持っている。それらの酵素の血清中濃度は正常時は低いのが普通である。しかし、もしも肝臓が障害を受けると、肝細胞の膜透過性が昂進し、それらの酵素が血流中に漏れ出ていく。一般に測定される2種類のトランスアミナーゼはアラニントランスアミナーゼ（ALT）とアスパラギン酸トランスアミナーゼ（AST）である。それらの体液中濃度は、以前には血清グルタミン酸-ピルビン酸トランスアミナーゼ（SGPT）および血清グルタミン酸-オキザロ酢酸トランスアミナーゼ（SGOT）と呼ばれていた。それらの濃度の上昇は肝臓の障害に極めて敏感であり、それが起こっていることを明らかにする。しかし、それらの濃度は肝臓の障害以外の条件においても上昇する。ALTは通常、肝臓の外では見つかることなく、ASTも肝臓ではもっとも一般的に検出されるが、しかしそれらは心筋および骨格筋においてもかなりの量が検出される。心臓発作の診断の目的で、大部分は心筋の障害に特異的な新しい酵素や蛋白質に置き換えられてきているが、一般にALTおよびASTの測定は診断の一部として測定されている。
肝臓に対するわずかな障害でも、これらのトランスアミナーゼは一般にある程度の上昇を引き起こす。それらは肝臓の中にだけ分布するわけではもちろんないが、通常肝臓酵素と呼ばれている。そして診断のためには、患者の病歴、身体所見聴取、そして可能なら画像診断やその他の検査室での検査結果を含めた多くの情報を組み合わせる必要がある。しかし、極めて高いトランスアミナーゼ濃度は、ウイルス性肝炎、虚血性肝不全、薬物や毒素による肝障害のような重篤な肝障害を示唆している。多くの病的過程で、ALTはASTよりも高く上昇するし、アルコール性肝疾患の場合にはASTはALTの2–3倍に上昇する。

## 植物におけるはたらき
タンパク質の生合成に必要な20種類のL-アミノ酸を、動物は食物から摂取したタンパク質を分解して得ているが、植物にはそれは不可能である。そのため植物の細胞には、L-アミノ酸を合成するための窒素同化という反応過程が存在する。窒素同化の過程では、根から吸収したアンモニウムイオンと、クエン酸回路に由来する各種のカルボン酸を、アミノ基転移酵素の触媒作用により結合させることで各種のL-アミノ酸を得ている。